# إيفيند تانجين
إيفيند تانجين (بالنرويجية: Eivind Tangen‏) مواليد 4 مايو 1993 في برجن، هو لاعب كرة يد نرويجي يلعب كظهير أيمن. مثل منتخب النرويج لكرة اليد.

## روابط خارجية
- إيفيند تانجين على موقع الاتحاد الأوروبي لكرة اليد (الإنجليزية)
- إيفيند تانجين على موقع الاتحاد النرويجي لكرة اليد (النرويجية)